# Дністровська вулиця (Київ)
Дністро́вська ву́лиця — вулиця в Солом'янському районі міста Києва, місцевість Караваєві Дачі. Пролягає від Машинобудівної вулиці до вулиці Андрія Мельника.

## Історія
Виникла у 20-х роках XX століття, мала назву 4-й Андріївський провулок. Сучасна назва — з 1955 року. Фактично являє собою дворовий проїзд від вулиці Генерала Тупикова уздовж будинку № 19 — єдиного будинку по Дністровській вулиці.
До межі 1970–80-х років до вулиці прилучався ліквідований тоді ж Дністровський провулок.